# Dobrosławiec
Dobrosławiec – wieś w Polsce, położona w województwie zachodniopomorskim, w powiecie goleniowskim, w gminie Maszewo.
Polska nazwa Dobrosławiec została formalnie nadana 28 czerwca 1948 roku w miejsce niemieckiej nazwy Friederikenhof. Zaraz po zakończeniu II wojny światowej przejściowo stosowana była również forma Dąbrosławiec.